# Mercy (EP)
Pour les articles homonymes, voir Mercy.
Albums de Laylow
Digitalova
(2017)
Mercy est le premier EP du rappeur français Laylow, sorti le 9 décembre 2016 sous le label DigitalMundo.

## Liste des pistes
| No  | Titre                              | Auteur                   | Compositeur(s)          | Durée |
| --- | ---------------------------------- | ------------------------ | ----------------------- | ----- |
| 1.  | Mercy                              | Laylow                   | Hitxchi, $uijin         | 3:01  |
| 2.  | Oto                                | Laylow                   | Mr. Anderson            | 4:01  |
| 3.  | Amor (feat. Di-Meh)                | Laylow, Di-Meh           | THESCAM                 | 4:22  |
| 4.  | Division rouge                     | Laylow                   | Mr. Anderson, Kezo      | 4:50  |
| 5.  | Toyotarola                         | Laylow                   | TheHashClique, YUNG G   | 3:26  |
| 6.  | No Love (Oh Na) (feat. Sneazzy)    | Laylow, Sneazzy          | Louis Stu               | 4:39  |
| 7.  | Lime                               | Laylow                   | Saavane                 | 4:00  |
| 8.  | Promi (feat. Wit.)                 | Laylow, Wit.             | Mr. Anderson, Louis Stu | 5:27  |
| 9.  | GTMotors (feat. Aladin 135 & Wit.) | Laylow, Aladin 135, Wit. | Mr. Anderson            | 4:49  |
| 10. | 10'                                | Laylow                   | Mr. Anderson            | 3:58  |

## Titres certifiés en France
- 10'  Diamant [1]

## Clips vidéos
- Lime : 18 janvier 2016[2]
- Oto : 25 avril 2016[3]
- 10' : 15 septembre 2016[4]
- Division rouge : 2 février 2017[5]